# Шагаловка
Шагаловка — упразднённое село в Полтавском районе Омской области России. Входило в состав Новоильиновского сельского поселения. Исключено из учётных данных административно-территориального деления в 1999 г.

## География
Располагалось на западе районе, на границе с Республикой Казахстан, в 4 км к югу от села Новоильиновка.

## Хозяйство
По данным на 1991 г. деревне являлась бригадой отделения совхоза «Большевик».